# Liopeltis stoliczkae
Liopeltis stoliczkae är en ormart som beskrevs av Sclater 1891. Liopeltis stoliczkae ingår i släktet Liopeltis och familjen snokar. Inga underarter finns listade i Catalogue of Life.
Denna orm förekommer med flera från varandra skilda populationer i nordöstra Indien, Myanmar, Laos och Kambodja. Liopeltis stoliczkae hittas främst i kulliga områden som är täckta av skogar. Ett exemplar klättrade i bambu. Honor lägger ägg.
Beståndet hotas regionalt av skogsröjningar. Liopeltis stoliczkae har antagligen bra anpassningsförmåga. IUCN listar arten som livskraftig (LC).